# Canton de Limoges-Panazol
Le canton de Limoges-Panazol est une ancienne division administrative française située dans le département de la Haute-Vienne et la région Nouvelle-Aquitaine. À la suite du redécoupage cantonal de 2014, le canton est fondu dans ceux de Limoges-7, Panazol et Saint-Léonard-de-Noblat.

## Représentation
| Période | Période      | Identité       | Étiquette | Qualité                                                                                                |
| ------- | ------------ | -------------- | --------- | --- |
| 1973    | 1992         | Robert Lecomte | PS        | Adjoint au maire de Limoges (1965-1989) Ancien conseiller général du Canton de Limoges-Sud (1970-1973) |
| 1992    | 2010 (décès) | Bernard Delage | PS        | Maire de Panazol (jusqu'en 2008)                                                                       |
| 2010    | 2015         | Laurent Lafaye | PS        | Professeur, conseiller municipal de Feytiat Elu en 2015 dans le Canton de Panazol                      |

## Composition
Le canton de Limoges-Panazol groupe 5 communes et compte 22 804 habitants au recensement de 2010.
| Communes             | Population (2012) | Code postal | Code Insee |
| -------------------- | ----------------- | ----------- | ---------- |
| Aureil               | 927               | 87220       | 87005      |
| Feytiat              | 5 981             | 87220       | 87065      |
| Limoges              | 3 017             | 87280       | 87085      |
| Panazol              | 10 392            | 87350       | 87114      |
| Saint-Just-le-Martel | 2 487             | 87590       | 87156      |

## Démographie
| 1962 | 1968 | 1975 | 1982 | 1990 | 1999   | 2006   | 2010   |
| ---- | ---- | ---- | ---- | ---- | ------ | ------ | ------ |
| -    | -    | -    | -    | -    | 20 494 | 21 781 | 22 804 |